# Тексингталь
Тексингталь (нем. Texingtal) — коммуна (нем. Gemeinde) в Австрии, в федеральной земле Нижняя Австрия.
Входит в состав округа Мельк. Население составляет 1621 человек (на 31 декабря 2005 года). Занимает площадь 32,45 км². Официальный код — 31551.

## Политическая ситуация
Бургомистр коммуны — Херберт Бутценлехнер (АНП) по результатам выборов 2005 года.
Совет представителей коммуны (нем. Gemeinderat) состоит из 19 мест.
- АНП занимает 17 мест.
- СДПА занимает 2 места.

## Ссылки

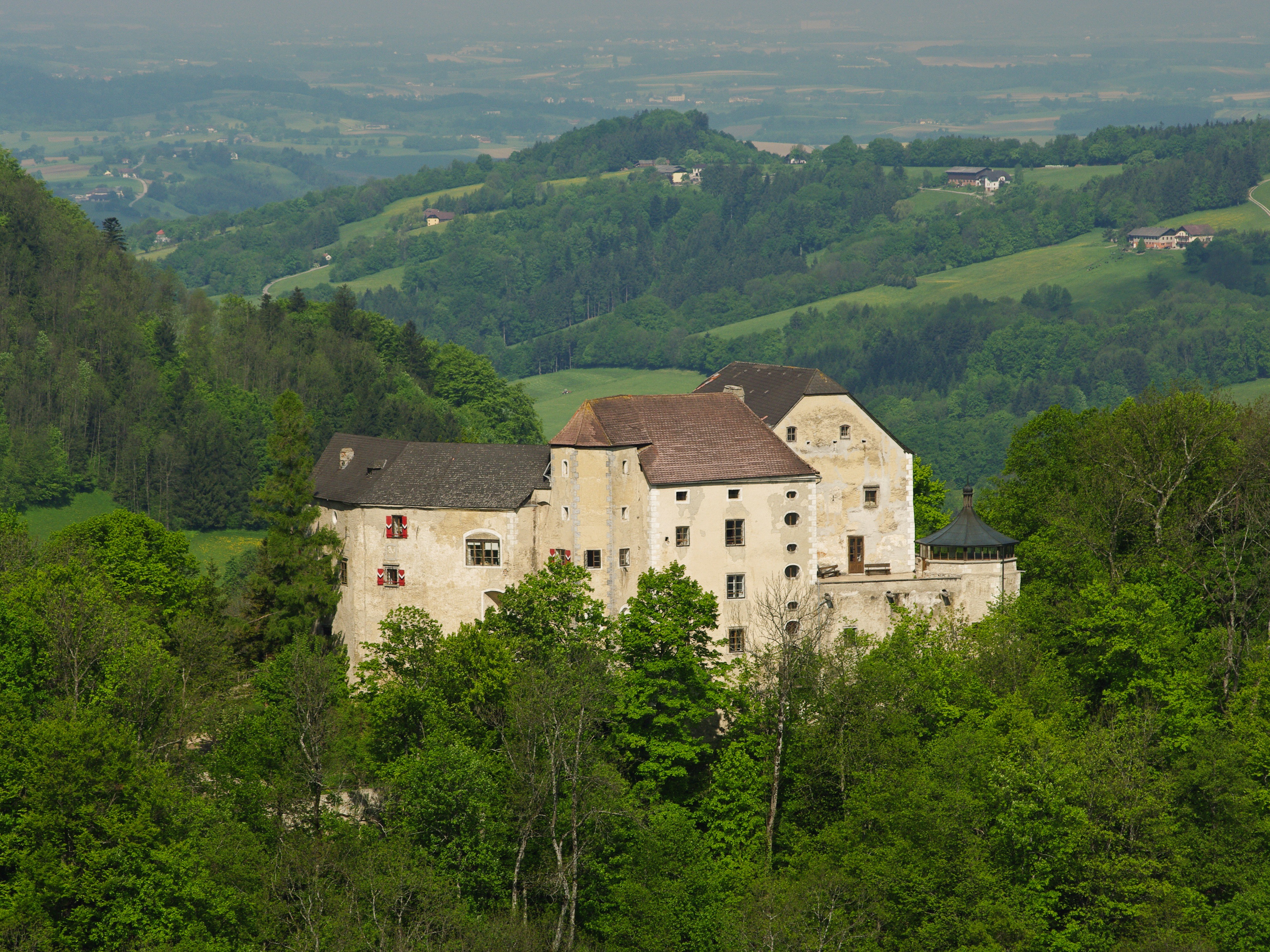
крепость Планкенштайн
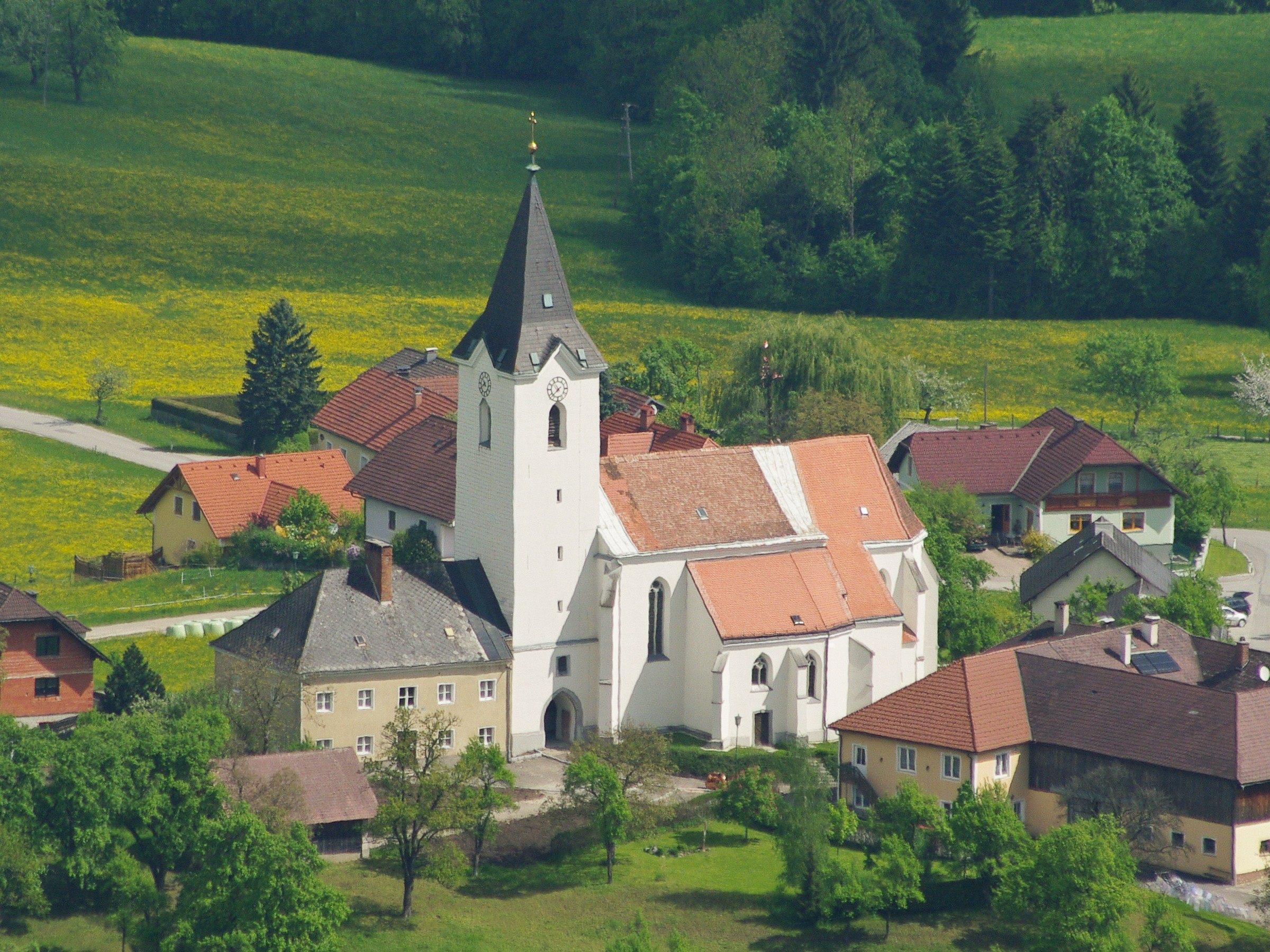
посёлок Санкт Готхард